# Pietro Lombardi
Pietro Lombardi   (Bari, 4 de juny de 1922 - Bari, 5 d'octubre de 2011) fou un lluitador italià, especialista en lluita grecoromana, que va competir durant les dècades de 1940 i 1950.
El 1948 va prendre part en els Jocs Olímpics d'Estiu de Londres, on guanyà la medalla d'or en la prova del pes mosca del programa de lluita grecoromana. Quatre anys més tard, als Jocs de Hèlsinki, disputà, sense sort, la prova del pes gall.
En el seu palmarès també destaquen dues medalles de bronze al Campionat del món de lluita, el 1950 i 1955, així com deu campionats nacionals.
Pels seus èxits va rebre la medalla d'Or del Comitè Olímpic Italià.